# Charles McGavin
Charles McGavin, född 10 januari 1874 i Riverton i Illinois, död 17 december 1940 i Chicago i Illinois, var en amerikansk politiker (republikan). Han var ledamot av USA:s representanthus 1905–1909.
McGavin är begravd på Mount Auburn Cemetery i Berwyn i Illinois.